# In Rock We Trust
In Rock We Trust és el sisè disc d'estudi de Y&T. Fou publicat el 1984 i el disc de la banda amb millors vendes. Assolí el lloc 46è al Billboard i pràcticament fou disc d'or, amb aproximadament 450,000 còpies venudes.

## Llista de cançons
1. "Rock & Roll's Gonna Save The World" - 4:39
2. "Life, Life, Life"
3. "Masters And Slaves"
4. "I'll Keep On Believin' (Do You Know)"
5. "Break Out Tonight!"
6. "Lipstick And Leather"
7. "Don't Stop Runnin'"
8. "(Your Love Is) Drivin' Me Crazy"
9. "She's A Liar"
10. "This Time"

El disc ha estat remesclat i posat a la venda el 2006 a través de la pàgina de la banda (www.yandtrocks.com). Aquesta reedició inclou a més una versió en estudi de "Go For The Throat," que mai havia estat en cap disc d'estudi de [Y&T], només apareixia en directe a Open Fire de 1985, i era la cara B del single "All American Boy".